# Voutch
Voutch, de son vrai nom Olivier Vouktchevitch, est un dessinateur d'humour français né à Courbevoie le 12 février 1958 qui a passé son enfance dans l'est de la France, à Épinal et à Saint Dié. Il se fait parfois appeler Olivier Chapougnot. Il a trois enfants.

## Biographie
Après des études de dessin publicitaire à Paris, et avoir travaillé de nombreuses années dans des agences de publicité, il se lance dans le dessin humoristique en 1995 et publie ses premiers dessins dans les magazines Lui, Télérama, Lire, Le Point, Playboy, Psychologies et Madame Figaro.
Voutch connait bien les travers du monde de l'entreprise et de la communication[réf. nécessaire] pour y avoir travaillé comme directeur artistique dans la publicité (et avoir été licencié, moment vécu par lui comme « une libération »). 
Dans la ligne de Sempé (« un de mes pères »), Voutch commence par l'idée avant de trouver l'illustration à la gouache pour laquelle ses talents de coloriste sont reconnus[réf. nécessaire]. L'usage du pinceau sur des dessins au format « magazine » (ses clients) a d'ailleurs influencé le trait caractéristique : personnages au nez épais et corps en longueur, souvent situés dans une salle de réunion (car permettant la phrase absurde — solennellement énoncée par le personnage — écrite en bas du dessin). À la manière de Sempé, Voutch place souvent ses personnages dans de grands décors dont ils ne sont pas nécessairement l'élément central. Il en découle une impression de vacuité et d'écrasement qui fait écho aux sentiments de solitude ou de petitesse éprouvés par les personnages ou, inversement, qui souligne par contraste la futilité de leurs propos.
Les dessins d'humour féroce de Voutch mettent en scène des managers sans empathie, voire antipathiques, des chefs d'entreprise psychopathes, des médecins cyniques, des couples un peu désorientés, des hommes d'affaires goguenards, des bourgeois auto-centrés, des petits vieux pas toujours attendrissants, tout en évitant les thèmes de la religion et de la politique. Ses personnages déboussolés dans un monde qui les dépasse, tentent malgré tout d'affronter leur époque et ses mutations : les médias, la génétique, les nouvelles technologies, l'overdose de communication, etc.[réf. nécessaire]

## Publications

### Albums jeunesse
- Albert, le petit cochon propre, texte de Voutch, illustrations de Soledad Bravi, éd. Mila, 1996
- Le roi de la grande savane (1998), Éditions Circonflexe
- La planète bizarre (1999)
- Pourquôôââ (2000), Éditions Thierry Magnier
- La petite grenouille qui avait mal aux oreilles (2006), Éditions Circonflexe
- Bientôt l'hiver, éd. Le Genévrier, 2016
- La plus grande course du monde (2017), Éditions le Genévrier
- Zut !, éd. Le Genévrier, 2018

### Dessins d'humour
- Tout s'arrange, même mal (1997)
- Le grand tourbillon de la vie (1998), Éditions le Cherche Midi
- Le pire n'est même pas certain (1999), Éditions le Cherche Midi
- L'amour triomphe toujours (2000), Éditions le Cherche Midi
- Personne n'est tout blanc (2002), Éditions le Cherche Midi
- Chaque jour est une fête (2004), Éditions le Cherche Midi
- Le futur ne recule jamais (2006), Éditions le Cherche Midi
- Le doute est partout (2007), Éditions le Cherche Midi
- Tout se mérite (2013), Éditions le Cherche Midi
- T'es sur qu'on est mardi ? (2017), Éditions le Cherche Midi[4]
- De surprise en surprise (2020), Éditions le Cherche Midi
- Le Grand Tourbillon de la vie (2021), Éditions le Cherche Midi[5]

### Compilations thématiques
Il s'agit de reprises des « Dessins d'humour »
- Calendrier 2003 : Voutch (Couverture À Spirales) (2003)
- Agenda 2004 Le fascinant monde du travail (2004)
- Agenda 2007 : Les envoûtants mystères de l'amour (2007)
- This As Bad As It Gets?: A Voutch Cartoon Collection (2007)
- Le monde merveilleux de l'entreprise (2009), Éditions le Cherche Midi
- Les mystérieuses alchimies de l'amour (2010), Éditions le Cherche Midi
- Les joies du monde moderne (2011), Éditions le Cherche Midi
- Ouragan sur le couple (2012), Éditions le Cherche Midi

### Autres
- Petit traité de voutchologie fondamentale, texte de Jean-Bernard Moussu, dessins de Voutch, éditions du Cherche-Midi, 2015, 208 pages.

## Récompenses
- Prix Chrétien de Troyes en 1998 pour Le roi de la grande savane[6]
- Prix de l'Humour noir Grandville en 2001
- Prix Sorcières, catégorie « tout-petits » en 2001 pour Pourquôôââ[7]
- Prix Mouvement pour les villages d'enfants 2008, Catégorie Cadet (7-10 ans), pour La Petite Grenouille qui avait mal aux oreilles[8]
- Chevalier de l'ordre des Arts et des Lettres[9]